# Randy Harrison
 (avril 2021).
Si vous disposez d'ouvrages ou d'articles de référence ou si vous connaissez des sites web de qualité traitant du thème abordé ici, merci de compléter l'article en donnant les références utiles à sa vérifiabilité et en les liant à la section « Notes et références ».
Pour les articles homonymes, voir Harrison.
Randolph « Randy » Clarke Harrison est un acteur américain, né le 2 novembre 1977 à Nashua dans le New Hampshire. Il se fait connaître grâce au rôle de Justin Taylor dans la série gay américaine Queer as Folk, où il affiche d'ailleurs son homosexualité réelle.

## Biographie

### Jeunesse et formation
Randy Harrison est né en novembre 1977 à Nashua dans le New Hampshire. À l'âge de 8 ans, il s'inscrit au théâtre.[réf. souhaitée]
Dans les années 1990, il assiste à des cours au lycée privé pour fréquenter le College-Conservatory of Music de l'université de Cincinnati, où, en 2000, il obtient son baccalauréat en beaux-arts.[réf. souhaitée]

### Carrière
En 2000, Randy Harrison apparaît pour la première fois dans la série télévisée Queer as Folk, où il tient le rôle de Justin Taylor, sur la chaîne Showtime.
En 2002, il décroche le rôle de Sean dans le film Lycée sous tension (Bang, Bang, You're Dead) de Guy Ferland, adaptation de la pièce de théâtre mise en scène par William Mastrosimone inspirée de la tuerie scolaire à Thurston High School (école secondaire à Springfield), le 21 mai 1998, en Oregon aux États-Unis.

## Filmographie

### Longs métrages
- 2002 : Lycée sous tension (Bang, Bang, You're Dead) de Guy Ferland : Sean
- 2010 : Julius Caesar de Patrick J. Donnelly : Brutus
- 2012 : Gayby de Jonathan Lisecki : un serveur
- 2014 : Such Good People de Stewart Wade : Alex Reardon

### Court métrage
- 2008 : Thinking… de Marci Adilman : un garçon

### Séries télévisées
- 2000-2005 : Queer as Folk : Justin Taylor
- 2009 : Jack in a Box de Michael Cyril Creighton : Timmy (saison 2, épisode 6)
- 2015 :  Mr Robot : Harry

## Théâtre
- Hello Again
- Shopping and Fucking
- Children of Eden
- Violet
- 1776
- West Side Story
- The Real Inspector Hound
- A Cheever Evening
- Deviant (2002)
- Wicked (2004)
- Equus (Berkshire Theatre Festival)
- A Midsummer Night's Dream (2006)
- Amadeus (2006, Berkshire Theatre Festival)
- An Oak Tree (2006)
- A Letter From Ethel Kennedy (2002, MCC Theatre)
- The Glass Menagerie (2007, Guthrie Theater)
- One Flew Over the Cuckoo's Nest (2007, Berkshire Theatre Festival)
- Mrs. Warren's Profession (2007, Berkshire Theatre Festival)
- Edward the Second (2007/2008)
- Antony and Cleopatra (2008)
- Waiting for Godot (2008, Berkshire Theatre Festival)
- The Singing Forest (2009, The Public Theater)
- Ghosts (Ibsen) (2009, Berkshire Theatre Festival)
- POP! (2009, Yale Repertory Theatre)
- Caligula (2010, Red Bull Theatre)
- Endgame (2010, Berkshire Theatre Festival)
- The Who's Tommy (2011, Berkshire Theatre Festival)
- The Habit of Art (2011, The Studio Theatre)
- Red (2012, George Street Playhouse)
- Silence! The musical (2012, Elektra Theatre)
- "Cabaret The musical" (2016, Emcee)